# Prins Axel
Prins Axel af Danmark (12. august 1888 – 14. juli 1964) var en dansk prins, der var søn af Prins Valdemar og barnebarn af Christian 9.
Prins Axel var søofficer og erhvervsmand. Fra 1934 til 1953 var han direktør for Østasiatisk Kompagni. Han blev desuden medlem af den Internationale Olympiske Komite i 1932 og var på et tidspunkt direktør for SAS.

## Biografi

### Tidlige liv
Prins Axel blev født den 12. august 1888 i Det Gule Palæ nær Amalienborg i København som Prins Axel Christian Georg til Danmark. Han var næstældste søn af Prins Valdemar og Prinsesse Marie og barnebarn af Kong Christian 9. Han var derigennem fætter til Kong Christian 10. af Danmark, Kong Haakon 7. af Norge, Kong Konstantin 1. af Grækenland, Kong Georg 5. af Storbritannien, Tsar Nikolaj 2. af Rusland og Hertug Ernst August af Braunschweig.
Axel voksede op i Det Gule Palæ tæt ved Amalienborg og på Bernstorff Slot i Gentofte. Sammen med sine søskende fik han en meget fri og utvungen opdragelse, tilskyndet af deres mor, prinsesse Marie.
Prins Axel uddannede sig som søofficer og gjorde karriere i flåden. Han blev udnævnt til kontreadmiral i 1939 og admiral i 1958.

### Ægteskab og børn
Den 22. maj 1919 giftede han sig i Stockholm med sin kusines datter prinsesse Margaretha af Sverige. Hun var ældste datter af Prins Carl af Sverige, hertug af Västergötland og Prinsesse Ingeborg af Danmark, og storesøster til Prinsesse Märtha af Sverige og Prinsesse Astrid af Sverige, der senere blev gift med henholdsvis Kronprins Olav af Norge og Kronprins Leopold af Belgien.
Axel og Margaretha fik to sønner:
- Prins Georg af Danmark (1920-1986)
- Prins Flemming af Danmark, senere greve af Rosenborg (1922-2002)

Prins Axel og Prinsesse Margaretha fik villaen Bernstorffshøj nær Bernstorff Slot i bryllupsgave, hvor de flyttede ind i 1919 og boede resten af livet.

### Senere liv
Prins Axel blev medlem af Østasiatisk Kompagnis bestyrelse i 1927 og var kompagniets direktør fra 1934 til 1953. Efter H.N. Andersens død i 1938 blev han tillige formand for bestyrelsen.
Han blev desuden medlem af den Internationale Olympiske Komite i 1932. Han var desuden medlem af og i en periode formand for bestyrelsen for SAS.
Prins Axel tilhørte den såkaldte Højgaardkreds der i efteråret 1940 forsøgte at få kongen, Christian 10., til at afsætte Staunings samlingsregering.
Ifølge forfatter og journalist Erik Haaest medvirkede Prins Axel til et tophemmeligt møde på Hotel d'Angleterre i august 1944 mellem danske modstandsfolk og højtstående nazister, blandt andre den tidligere Gestapochef i Danmark, Karl-Heinz Hoffmann, som ifølge Erik Haaest var idemanden bag mødet. Ifølge Erik Haaest var Prins Axel ikke med til mødet som forhandler, men som en slags garant for, at Frihedsrådets forhandlere fik lov til at gå frit fra mødet og tilbage til deres illegale tilværelse.
Prins Axel var præsident for Kongelig Dansk Automobil Klub, og blev mange år senere morsomt kaldt "Kardan-Axel" i en Ebbe Rode-monolog.
I forbindelse med ændringen af Tronfølgeloven i 1953, der begrænsede arveretten til efterkommere af Christian 10. mistede Prins Axel sin arveret til tronen. Som konsekvens heraf skiftede hans titel fra Prins til Danmark til Prins af Danmark.
Prins Axel døde 14. juli 1964 på Bispebjerg Hospital i København. Prinsesse Margaretha overlevede sin mand med 12 år og døde 4. januar 1977. De ligger begge begravet i Bernstorff Slotshave sammen med deres sønner og svigerdøtre.

## Titler, prædikater og æresbevisninger

### Titler og prædikater
- 1888-1953: Hans Kongelige Højhed Prins Axel til Danmark
- 1953-1964: Hans Kongelige Højhed Prins Axel af Danmark

### Æresbevisninger

#### Danske dekorationer
- Danmark: Ridder af Elefantordenen (R.E.)  (1906)
- Danmark: Storkommandør af Dannebrogordenen (S.Kmd.)  (1947)

#### Udenlandske dekorationer
- Sverige: Ridder af Serafimerordenen (S.Sph.)  (1919)